# Cayo Julio Avito
Cayo o Gayo Julio Avito (en latín: Gaius Julius Avitus) fue un senador romano que vivió en el siglo II, y desarrolló su cursus honorum bajo los reinados de Adriano, Antonino Pío, y Marco Aurelio. 

## Carrera
Por un diploma militar, que está fechado el 5 de julio del año 149, esta documentado que Avito fue cónsul sufecto en el año 149 junto con Quinto Pasieno Licino.